# 99 Tauri
99 Tauri är en orange jätte i Oxens stjärnbild.
99 Tau har visuell magnitud +5,81 och befinner sig på ett avstånd av ungefär 455 ljusår.